# Endressia
Endressia là chi thực vật có hoa trong họ Apiaceae.